# Weißenhorn
Weißenhorn è una città tedesca situata nel land della Baviera.

## Storia
Nell'area di Weißenhorn sono stati ritrovati resti risalenti agli Alemanni e ai Romani.
La città venne menzionata per la prima volta nel 1160 come villa Wizzenhorn. Dal XIII Secolo fu sede di una linea casa aristocratica dei Neuffen.
In questa città nel 1969 viene fondata la PERI.